# EA Sports UFC 3
EA Sports UFC 3 est un jeu vidéo de combat d'arts martiaux mixtes développé par EA Canada et édité par EA Sports sortie le 2 février 2018.
Une suite, EA Sports UFC 4, a été lancée le 14 août 2020.

## Développement

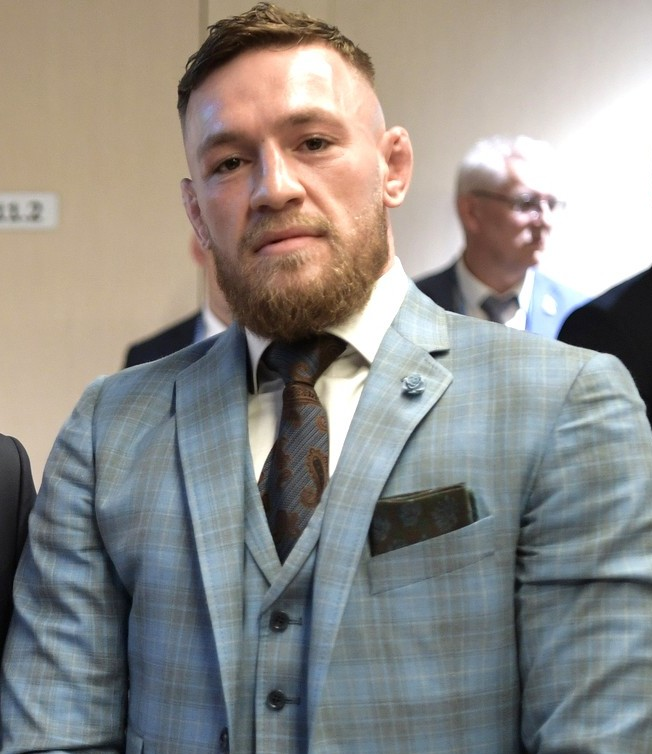
Connor McGregor est visible sur la couverture du jeu, comme ce fut le cas pour EA Sports UFC 2.

EA Sports a annoncé le 1er novembre 2017 qu'un troisième jeu était en cours de développement. Avec l'annonce initiale, un teaser a également été réalisée avec les combattants de l'UFC Demetrious Johnson, Anderson Silva et Joanna Jędrzejczyk. Le 3 novembre, le trailer officielle d'EA Sports UFC 3 a été lancé dans le monde entier. Comme pour d'autres jeux d'Electronic Arts, UFC 3 a été critiquée pour avoir un mécanisme Pay to win.

## Accueil

### Réponse critique
EA Sports UFC 3 a reçu des critiques « généralement favorables » de la part des critiques, selon l'agrégateur de critiques Metacritic.

### Récompenses
Le jeu a été nommé pour « Game, Franchise Fighting » et « Performance in a Sports Game » avec Jon Anik aux National Academy of Video Game Trade Reviewers Awards.